# Пасторов, Юрий Викторович
Ю́рий Ви́кторович Па́сторов (12 декабря 1919, Красное село — 18 марта 1944, в районе автодороги Нарва — Таллин) — участник Великой Отечественной войны, Герой Советского Союза.

## Биография
Ю. В. Пасторов родился 12 декабря 1919 года в городе Красное Село (ныне — часть Петербурга) в семье рабочего. Русский.
Всё его детство и юность прошли на Канонерской улице в Октябрьском районе, учился в школе (ныне) № 249 и окончил её в 1937 году.
С 1937 года Пасторов служил в рядах Красной Армии, в 1939 году он окончил Киевское артиллерийское училище.
После училища Пасторов попал по распределению в Молдавию, там женился на Тамаре Титовой, сын Юрий родился уже во время войны.
Когда началась Великая Отечественная война, с 1941 года попал на фронт.

## Бой в районе посёлка Нисковицы
В феврале 1944 года комсомолец капитан Юрий Пасторов был командиром дивизиона 504-го лёгкого артиллерийского полка (65-я легкая артиллерийская бригада, 18-я артиллерийская дивизия прорыва, 2-я ударная армия, Ленинградский фронт). Отличился во время Ленинградско-Новгородской операции, в ходе которой была окончательно снята блокада Ленинграда.
В ночь с 21 на 22 января 1944 года танковая группа совместно с дивизионом Ю. Пасторова прорвалась в район расположения укреплённого опорного пункта противника, который находился в районе посёлка Нисковицы (Эстония).
Завязался ожесточённый бой и немецкие войска начали активно подвозить снаряды на свои позиции. Дивизион Пасторова артиллерийским огнём уничтожил тридцать шесть грузовиков, гружёных боеприпасами. В этом бою также было уничтожено два зенитных и два противотанковых орудия, подавлено десять огневых точек и убито более ста бойцов противника.
22 февраля дивизион Ю. Пасторова оказался в окружении, трое суток бойцы под руководством командира обороняли позицию без поддержки пехоты.
Командир водил бойцов в рукопашную, трижды водил бойцов в атаку, дважды вызывал огонь своей артиллерии на себя. Позже, 27 февраля, автоматчики противника зашли в тыл дивизиона. Тогда Юрий Пасторов повёл в контратаку группу бойцов, в результате восстановил положение совместно с подошедшими воинскими подразделениями. За этот бой 28 февраля Ю. В. Пасторов был представлен к званию Герой Советского Союза.

## Последний бой
18 марта того же года в боях за дорогу Нарва — Таллин Ю. В. Пасторов воспользовался подбитым советским танком как пунктом наблюдения.
Выяснив, что орудие танка способно вести огонь, он обстреливал из него позиции противника, подбил несколько немецких «тигров».
Во время этого боя танк был ещё раз подбит и Ю. В. Пасторов погиб.
Представление на звание Героя Советского Союза было утверждено 1 июля 1944 года.

## Награды
Юрий Пасторов был награждён орденом Ленина и медалями.

## Память
- Улица Пасторова в Санкт-Петербурге.
- Улица Юрия Пасторова в Красном Селе.
- Улица Пасторова в городе Ивангород Ленинградской области.
- Государственное бюджетное общеобразовательное учреждение средняя общеобразовательная школа № 245 имени Героя Советского Союза Ю. В. Пасторова Адмиралтейского района Санкт-Петербурга.